# Danny oder Die Fasanenjagd
Danny oder die Fasanenjagd (Originaltitel Danny - The Champion of the World) ist ein 1975 erschienenes Kinderbuch des norwegisch-walisischen Autors Roald Dahl. Die Illustrationen schuf Sir Quentin Blake. Die deutsche Erstausgabe in der seither verwendeten Übersetzung von Sybil Gräfin Schönfeldt erschien 1977 im Rowohlt Verlag, Reinbek bei Hamburg.

## Handlung
Danny lebt mit seinem Vater in einem kleinen Zigeunerwohnwagen hinter ihrer Tankstelle. Eines Tages, als Danny mitten in der Nacht aufwacht, bemerkt er, dass sein Vater nicht da ist. Als der Vater zurückkommt, verrät er Danny sein Geheimnis: Er war vor Dannys Geburt ein Wilddieb aus Leidenschaft und ihn hat die Sucht nach diesem Abenteuer jetzt wieder in den Wald von Victor Hasel getrieben. Er erzählt Danny noch in derselben Nacht alles über das Fasanenwildern.
Dannys Großvater war der beste Wilderer aller Zeiten. Er entdeckte, dass Fasane ganz verrückt nach Rosinen sind und dachte sich viele Tricks aus, sie zu fangen. So präparierte er Rosinen, indem er ein Pferdehaar durchsteckte, das etwas länger war als die Rosine breit. Dieser Bissen blieb dem Fasan im Halse stecken, und er verharrte am Platz, so dass er mit der Hand gefangen werden konnte. Eine andere Methode bestand darin, die Rosinen in kleine, kegelförmige Tüten zu stecken, deren oberer Rand innen mit Klebstoff bestrichen wurde. Diese Tüten wurden mit der Spitze nach unten ganz locker in den Boden gesteckt. Wenn ein Fasan nach der Rosine pickte, blieb die Tüte an seinem Kopf kleben, und er war praktisch blind. In diesem Zustand verharrte er auch auf der Stelle. 
Bei einem weiteren Versuch der Wilderei stürzt der Vater in eine Grube, die die Wildhüter als Falle ausgehoben haben.
Gemeinsam mit Danny beschließt er, sich an Victor Hasel zu rächen. Danny ist begeistert und denkt sich selbst einen neuen Wilderertrick aus, den sie im Wald von Mr. Victor Hasel ausprobieren wollen. Mit Hilfe des Tricks möchten sie erreichen, dass die Fasane während des Schlafes von den Bäumen fallen. Sie schleichen sich in Mr. Hasels Wald und verfüttern den Fasanen die mit Schlafpulver präparierten Rosinen. Zuerst scheint die neue Methode zu versagen, doch dann fallen die Fasane.
Mit reicher Beute kehren sie zu ihrer Tankstelle zurück. Damit die verschwundenen Fasane nicht bei Danny und seinem Vater gefunden werden können, bringen sie sie zu Mrs. Clipstone, der Frau des Dorfpfarrers. Nach einiger Zeit bringt Mrs. Clipstone die Fasane mit einem speziell angefertigten Kinderwagen zur Tankstelle zurück, doch die Fasane erwachen und flattern schlaftrunken umher. Gerade in diesem Moment taucht auch Victor Hasel auf und beschuldigt Dannys Vater der Wilderei. Mit Hilfe des Dorfpolizisten werden die Wogen geglättet, Victor Hasel zieht sich zurück, und es bleibt sogar die Entdeckung, dass einige wenige Fasane den erfolgreichen Wilderern verblieben sind.